# Льюис, Филип Фрэнсис
Фил Льюис (англ. Phil Lewis; род. 9 января 1957 года, район Хаммерсмит, Лондон, Великобритания) — британский, а затем и американский музыкант, вокалист глэм-метал-группы «L.A. Guns».

## Биография
До начала музыкальной карьеры работал театральным продюсером. Первой группой Льюиса была «Girl», с которой он выпустил три студийных и два концертных альбома. Группа просуществовала до 1983 года.
Спустя много лет после распада вышел недописанный третий альбом.
Краткое время Льюис был участником «New Torpedos», но записал лишь несколько демо.
Вскоре после этого он стал участником группы «Tormé», в составе которой выпустил два альбома.
1 апреля 1987 года был принят в «L.A. Guns», заменив Пола Блэка. В период непрекращающейся смены составов коллектива с 1995 по 1999 годы пел в других коллективах: «Filthy Lucre» и «The Liberators», и выпустил с ними по альбому.
Участвовал в записи множества трибьютов таким музыкантам, как «Guns N' Roses» и «Alice Cooper», также записал несколько сольных работ.
В 2000 году воссоединился с классическим составом «L.A. Guns», с которым продолжает выпускать новый материал.
Параллельно с музыкальной карьерой посещает университет Нью-Гэмпшира, изучая математику и зоологию.

## Дискография

### Girl
- Sheer Greed (1980)
- Wasted Youth (1982)
- Killing Time (1997)

### Tormé
- Back To Babylon (1986)
- Die Pretty, Die Young (1987)

### L.A. Guns
- L.A. Guns (1988)
- Cocked and Loaded (1989)
- Hollywood Vampires (1991)
- Vicious Circle (1994)
- Greatest Hits and Black Beauties (1999)
- Live: A Night on the Strip (2000)
- Man In the Moon (2001)
- Waking the Dead (2002)
- Rips the Covers Off (2004)
- Tales from the Strip (2005)
- Loud and Dangerous: Live from Hollywood (2006)
- Covered In Guns (2010)
- Hollywood Forever (2012)
- The Missing Peace (2017)
- The Devil You Know (2019)

### Filthy Lucre
- Popsmear (1997)

### Соло / The Liberators
- More Purple Than Black (1999) — первый сольный альбом, альтернативное название — El Niño
- Access Denied (2000) — второй сольный альбом, также позиционируется как альбом The Liberators

### Участие в трибьют-альбомах
- Humanary Stew: A Tribute to Alice Cooper (1999) — исполняет «Billion Dollar Babies»
- Leppardmania: A Tribute to Def Leppard (2000) — исполняет «Bringin' on the Heartbreak»
- Covered Like a Hurricane : A Tribute to the Scorpions (2000) — исполняет «Steamrock Fever»
- Bulletproof Fever: A Tribute To Ted Nugent (2001) — исполняет «Journey to the Center of the Mind»
- Livin On A Prayer: A Tribute To Bon Jovi (2001) — исполняет «Wanted Dead Or Alive»
- Welcome to the Jungle: A Tribute to Guns N Roses (2002) — исполняет «My Michelle»
- Spin the Bottle: An All-Star Tribute to Kiss (2004) — исполняет «Strutter»
- We Salute You: An All Star Tribute to AC/DC (2004) — исполняет «Shot Down In Flames»
- Tribute to the Scorpions: Six Strings, Twelve Stings (2005) — исполняет «Steamrock Fever»
- Welcome to the Nightmare: An All Star Salute to Alice Cooper (2006) — исполняет «Billion Dollar Babies»
- Lights Out: The Ultimate Tribute to UFO (2006) — исполняет «Rock Bottom»